# Buddy Rice
Buddy Rice (Phoenix, 31 de janeiro de 1976) é um automobilista estadunidense. Na Indy Racing League, venceu as 500 Milhas de Indianápolis de 2004 pela Rahal Letterman Racing, e as 24 horas de Daytona de 2009, pela Brumos Racing.

## Carreira
Filho de um piloto de dragsters, Rice correu pela primeira vez aos seis anos, em 1982, e até os 11 anos disputou competições de kart. Ele também jogava beisebol na escola secundária de sua cidade natal, e despertou atenção de olheiros universitários e profissionais. Porém, o pai de Rice decidiu que seu filho iria seguir carreira de piloto.
Rice profissionalizou-se em 1996, disputando a USF2000 até 1997. Em 1998, ingressa na Fórmula Atlantic, onde compete até 2000, com um breve retorno em 2002. O título da temporada 2000 da Atlantic chamou a atenção da equipe Cheever, que chamou Rice para um teste na Califórnia, em 2001.

## IRL e a única prova na Champ Car

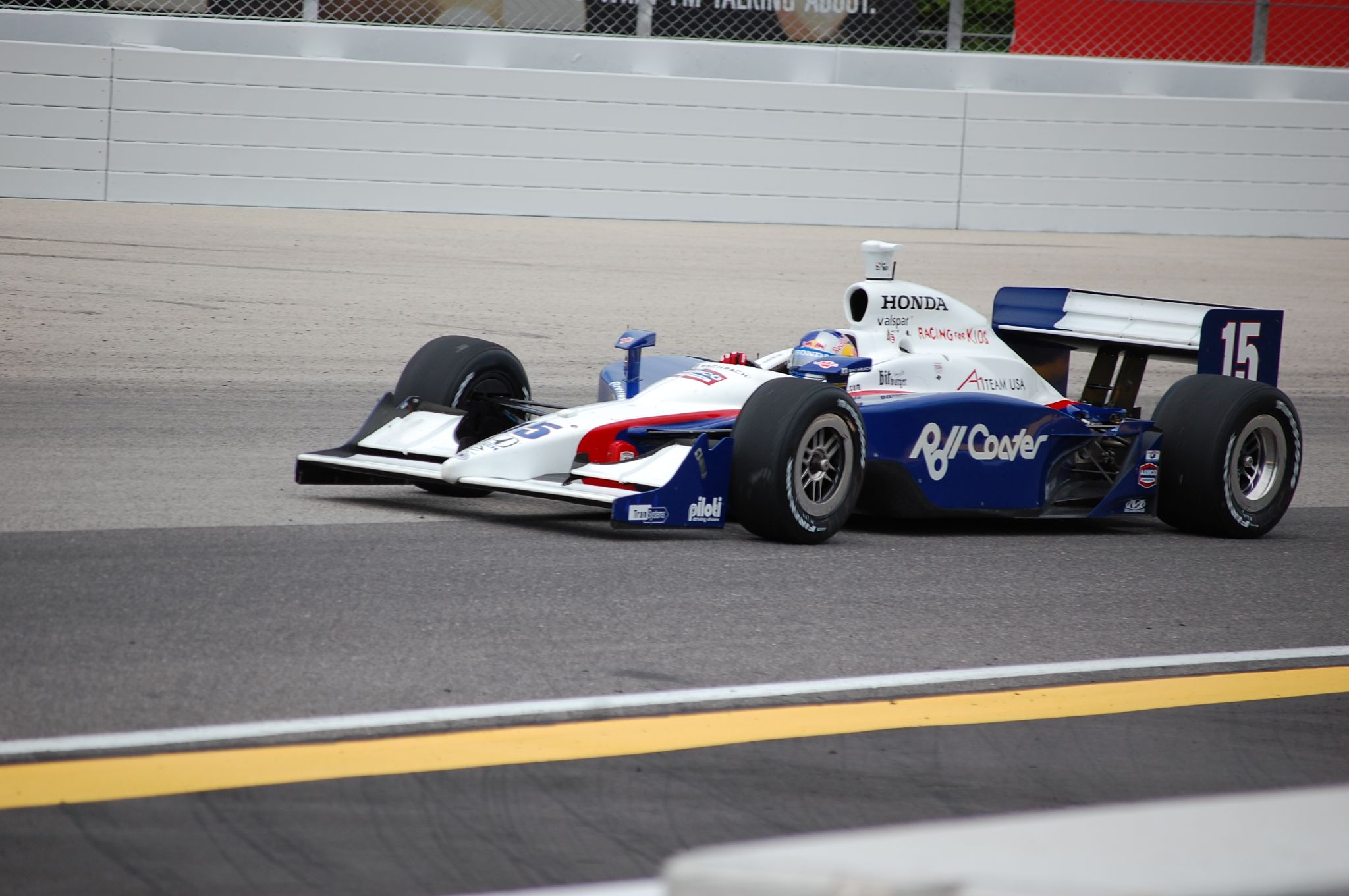
Carro de Buddy Rice na IndyCar, em 2007.

Aprovado no teste, fez sua estreia na IRL no GP de Michigan de 2002, substituindo o sul-africano Tomas Scheckter. Surpreendeu ao chegar em segundo lugar, e ainda conquistou a quarta colocação em St. Louis, fechando a temporada em 22º lugar, com 140 pontos. Participou ainda de 13 etapas na temporada seguinte, perdendo a vaga nas últimas 3 etapas para o compatriota Alex Barron.
Em sua primeira temporada completa, Rice, que desta vez pilotaria pela Rahal Letterman Racing, como substituto do veterano Kenny Bräck (que sofrera um violento acidente na corrida 2 do Texas em 2003), conquistou sua primeira vitória, que também seria a mais importante de sua carreira: as 500 Milhas de Indianápolis, encerrada com 180 voltas, por conta da chuva. Obteve ainda outros 4 pódios (duas vitórias em Kansas e Michigan e dois segundos lugares em Milwaukee e Kentucky), encerrando a temporada como terceiro colocado, com 485 pontos.
Depois de 2004, viveu altos e baixos na IRL: fechou o campeonato de 2005 em 15º lugar (não correu as 500 Milhas de Indianápolis por estar lesionado e, ironicamente, foi subsitituído por Bräck), e repetiu a posição no ano seguinte - ele não disputou o GP de Homestead, abalado com o acidente que matou Paul Dana, seu companheiro na Rahal-Letterman. Ainda em 2006, participa do GP da Cidade do México pela Forsythe, em sua única experiência na Champ Car.
Em 2007, regressa à IRL e disputa a temporada pela Dreyer & Reinbold, naquela que foi sua última boa temporada na IRL, ao garantir o 9º lugar na classificação geral, com 360 pontos, e tendo como melhor posição de chegada o 4º lugar no GP de Iowa. Na temporada seguinte (a primeira após a reunificação entre Champ Car e IRL), pela mesma Dreyer, Rice novamente não chega ao pódio em nenhuma corrida, e outra vez alcança um 4º posto como melhor resultado, desta vez em Watkins Glen. Saldo: 16º lugar, com 306 pontos.
Em 2009, após não ser lembrado por nenhuma equipe, decide disputar as 24 Horas de Daytona pela Brumos Racing, sagrando-se vencedor da prova. Ele também não consegue encontrar vaga para o campeonato de 2010.
Rice voltaria à IndyCar em 2011, aos 35 anos, pela equipe Panther, pilotando o carro #44. Largaria na sétima posição na centésima edição das 500 Milhas de Indianápolis, encerrando-a na 18ª colocação, duas voltas atrás do vencedor, Dan Wheldon. Ainda chegaria em 9º lugar no GP de Kentucky, antes de disputar o GP de Las Vegas. Largou em 19º lugar, mas teve seu tempo cancelado por encostar os pneus na faixa branca na parte interna da pista.
Envolveu-se no acidente que matou Dan Wheldon, sendo o primeiro piloto a abandonar e também seria o piloto que sofreu menos danos em seu carro. Ainda chegou a se inscrever para a Indy 500 de 2013 pela Schmidt-Peterson Hamilton Motorsports, mas desistiu e repassou sua vaga para a inglesa Katherine Legge, encerrando sua passagem pela categoria, onde participou de 101 Grandes Prêmios (largou em 100).

## Outras categorias
Além dos monopostos, Rice ainda chegou a disputar provas da NASCAR Craftsman Truck Series (participou da etapa de Homestead, em 2003), A1 Grand Prix, Rolex Grand Prix e Rallycross.